# Муниципальное образование «Капсальское»
Муниципальное образование «Капсальское» — муниципальное образование со статусом сельского поселения в Эхирит-Булагатском районе Иркутской области России. Административный центр — поселок Капсал.

## Демография
| 2010 | 2011 | 2012 | 2013 | 2014 | 2015 | 2016 |
| ---- | ---- | ---- | ---- | ---- | ---- | ---- |
| 729  | ↘726 | ↘703 | ↘696 | ↘679 | ↗682 | ↘681 |
| 2017 | 2018 | 2019 | 2020 |      |      |      |
| ↗684 | ↘679 | ↗686 | ↘685 |      |      |      |

По результатам Всероссийской переписи населения 2010 года
численность населения муниципального образования составила 729 человек, в том числе 361 мужчина и 368 женщин.

## Населённые пункты
В состав муниципального образования входят населённые пункты
- Капсал
- Батхай
- Зады
- Солянка[12]